# Afantazja

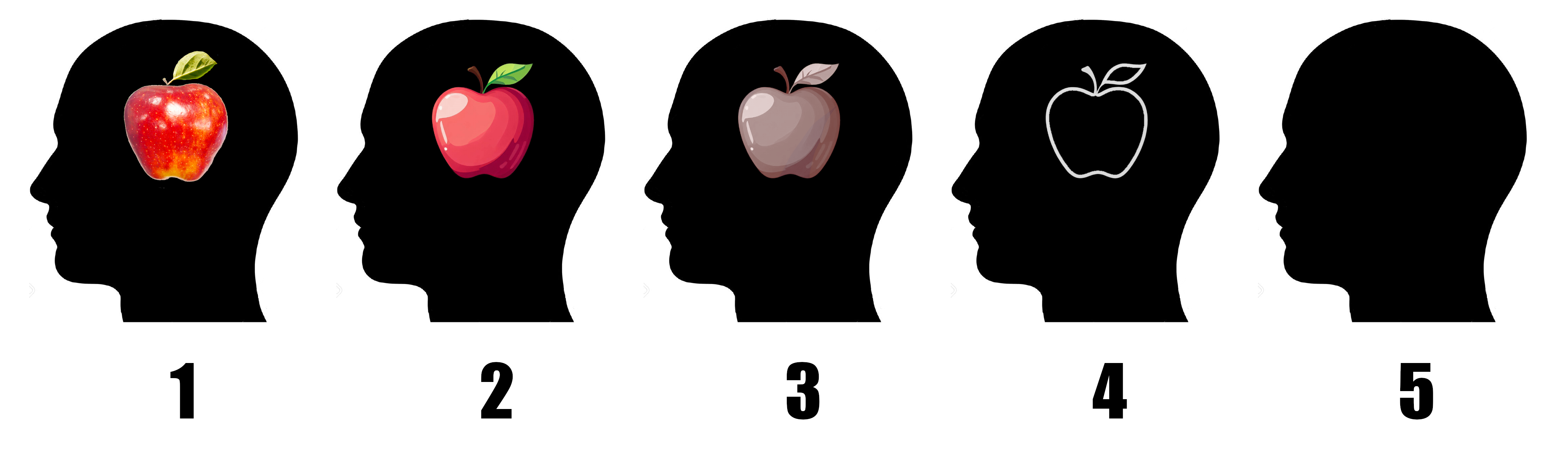
Reprezentacja jak ludzie z różnym poziomem wizualnej wyobraźni mogą „widzieć” jabłko w wyobraźni.

Afantazja – niezdolność do wyobrażania obrazów w umyśle. Po raz pierwszy odkryta przez Francisa Galtona w 1880.
Szacuje się, że ta przypadłość dotyka od 2,5 do 4 procent społeczeństwa. Zazwyczaj jest wrodzona, chociaż może także pojawić się pod wpływem udaru, urazu głowy lub depresji. Przeciwieństwem afantazji jest hiperfantazja (czyli zdolność do wyobrażania obrazów tak żywych jak widzianych oczami).